# フェイスメディカル
フェイスメディカル株式会社は、医療機器を販売する日本の会社。東京都医療機器販売協会の会員でもある。心筋梗塞、狭心症といった循環器系の疾患に対するカテーテル等の手術用具を販売しており、国公立の病院や大学病院、地域基幹病院などに販売している。

## 沿革
- 2010年
  - 2月 - 設立
  - 4月 - 会社分轄にて、カイメックス株式会社より国内医療機器販売部門を承継
  - 10月
    - 会社名をフェイスメディカル株式会社に改名
    - 本社を千代田区二番町より港区港南に移転
- 2014年4月
  - 本社営業本部を設置
  - 東京事業部門をフェイスメディカル東京株式会社に分社化

## 営業所
- 【本社】

〒108-0075 東京都港区港南2-16-1 品川イーストワンタワー3F
- 【横浜支店】

〒221-0031 神奈川県横浜市神奈川区新浦島町1-1-32　ニューステージ横浜1F
- 【宇都宮営業所】

〒321-0967 栃木県宇都宮市錦2-5-2
- 【静岡営業所】

〒420-0821 静岡県静岡市葵区柚木1002　アスリス101
- 【東京ディストリビューションセンター】

〒143-0006 東京都大田区平和島6-1-1 センタービル4階

## 関連会社
- 株式会社メディカルサプライ

## 主要取引先
- 済生会横浜市東部病院
- 横須賀市立市民病院
- 済生会横浜市南部病院
- 藤沢市民病院
- 済生会神奈川県病院
- 藤沢湘南台病院
- 済生会千葉県済生会習志野病院
- 長津田厚生総合病院
- 東京都済生会中央病院
- 国際医療福祉大学塩谷病院
- 栃木県済生会 宇都宮病院
- 東海大学医学部付属東京病院
- 静岡済生会総合病院
- 汐田総合病院
- 横浜市立大学附属病院
- 国際医療福祉大学病院
- 横浜市立大学附属市民総合医療センター
- 那須赤十字病院
- 東邦大学医療センター大森病院
- 獨協医科大学日光医療センター
- 横須賀共済病院
- 菅間記念病院
- 横浜栄共済病院
- 黒須病院
- 総合東京病院
- 清湘会記念病院
- 大崎病院 東京ハートセンター
- 大森赤十字病院
- 市立島田市民病院
- 関東労災病院
- 神奈川県立循環器呼吸器病センター
- 行徳総合病院
- 総合高津中央病院
- 東京歯科大学市川総合病院
- 東京医心会
- ニューハート・ワタナベ国際病院